# Giovanni Conca
Giovanni Conca (Gaeta, 1690 circa – Roma, 19 ottobre 1771) è stato un pittore italiano.

## Biografia
Figlio di Giacomo Conca, apprese inizialmente l'arte della pittura dal cugino Sebastiano Conca, dopodiché divenne allievo di Francesco Solimena.
Nel 1719 risiedeva a Roma con il cugino Sebastiano nel Palazzo De Cupis in Piazza Navona.
Il 20 febbraio 1721 sposò Anna Laura Scarsella di Castro, dalla quale ebbe almeno undici figli, tra cui Tommaso Conca, anch'egli pittore. L'8 febbraio 1722 fu ammesso alla Congregazione dei Virtuosi al Pantheon, mentre il 6 marzo 1735 venne eletto all'Accademia di San Luca. Il 3 aprile 1735 presentò per l'ammissione all'Accademia il dipinto La Vigilanza, o più precisamente La Modestia (in passato attribuita al cugino Sebastiano); tuttavia, a partire dal 7 luglio 1737 non vi si recò più. 
Nel novembre del 1738 lasciò Roma con tutta la famiglia e si unì alla corte del re di Sardegna a Torino. Diverse ricevute di pagamento confermano la sua attività al Palazzo Reale, nell'appartamento estivo della Regina, fino al 15 luglio 1739.
Ritornò a Roma nel giugno del 1748; nel 1749 risultava iscritto nella parrocchia di Santa Cecilia in Trastevere.
I dipinti conservati a Torino ed elencati nelle Schede Vesme (1963) furono probabilmente realizzati durante il suo soggiorno torinese. Oltre a ciò, operò a Roma al seguito del cugino Sebastiano, il quale gli affidò Gaetano Lapis per il suo apprendistato pittorico.
I suoi ultimi dipinti datati coincidono con la partenza del cugino Sebastiano per Napoli, il che sembra confermare la dipendenza che aveva nei suoi confronti.

## Opere

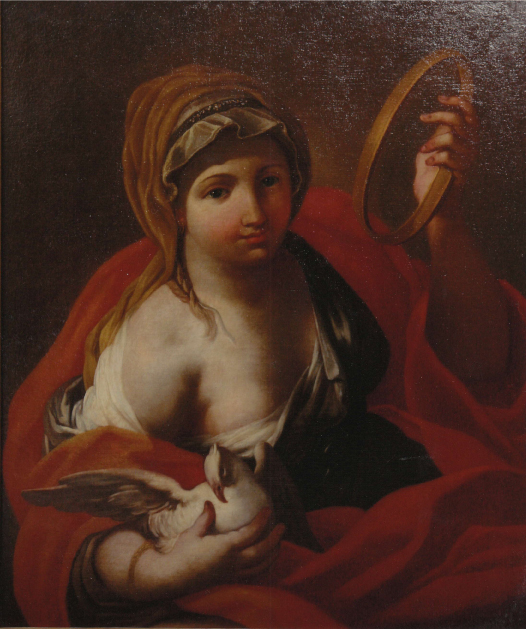
Immagine femminile di Giovanni Conca (1750)

- Cristo crocifisso con la Madonna, San Giovanni Evangelista e Santa Maria Maddalena (1717), Chiesa di Santa Maria in Transpontina, Roma
- Santa Maria Maddalena dei Pazzi bambina che insegna il catechismo (1717), Chiesa di Santa Maria in Transpontina, Roma
- Morte di San Giuseppe (1717), Chiesa di Santa Maria in Transpontina, Roma
- Sacra Famiglia con San Giovannino e Sant'Elisabetta (1717), Chiesa di Santa Maria in Transpontina, Roma
- Madonna con Bambino in gloria e santi carmelitani (1717), affresco, Oratorio della Dottrina Cristiana, Chiesa di Santa Maria in Transpontina, Roma
- Madonna del Rosario con San Domenico e Santa Caterina da Siena (1727), Urbino
- Santo Evangelista (1728), olio su tela
- La Modestia, detta talvolta La Vigilanza (1735), Accademia di San Luca, Roma
- Vergine col Bambino tra angeli (1739), Chiesa di Santa Chiara, Cagli
- Apoteosi di San Pietro Celestino (1750), Museo civico, Sulmona
- Immagine femminile (1750), olio su tela
- San Francesco di Paola, San Francesco di Sales e Santa Giovanna di Valois (1752), Chiesa di Santa Maria della Luce, Roma.
- Morte di san Giuseppe (1754), Chiesa di Santa Maria della Luce, Roma
- Nascita di Maria Vergine, Chiesa di Santa Maria della Scala, Roma
- Sposalizio di Maria Vergine, Chiesa di Santa Maria della Scala, Roma
- Cristo che dà la comunione al beato Bernardo da Corleone, chiesa di Santa Maria della Concezione, Roma
- Annunziata, Oratorio di San Filippo, Torino
- Assunta, Oratorio di San Filippo, Torino
- Visita a Santa Elisabetta, Oratorio di San Filippo, Torino
- Presentazione del Bambino al tempio, Oratorio di San Filippo, Torino
- Presentazione di Maria Vergine al tempio, Chiesa di San Marco, Milano
- Santi Sebastiano e Gregorio Magno, olio su tela, Arpino
- Madonna con Bambino tra i santi Luca e Giovanni Evangelista, olio su tela, Valmontone
- Allegoria dell'Europa e dell'Asia, affresco, Castello di Kozel, Boemia
- Dalila e Sansone, olio su tela
- La clemenza di Scipione, olio su tela